# 土木工学

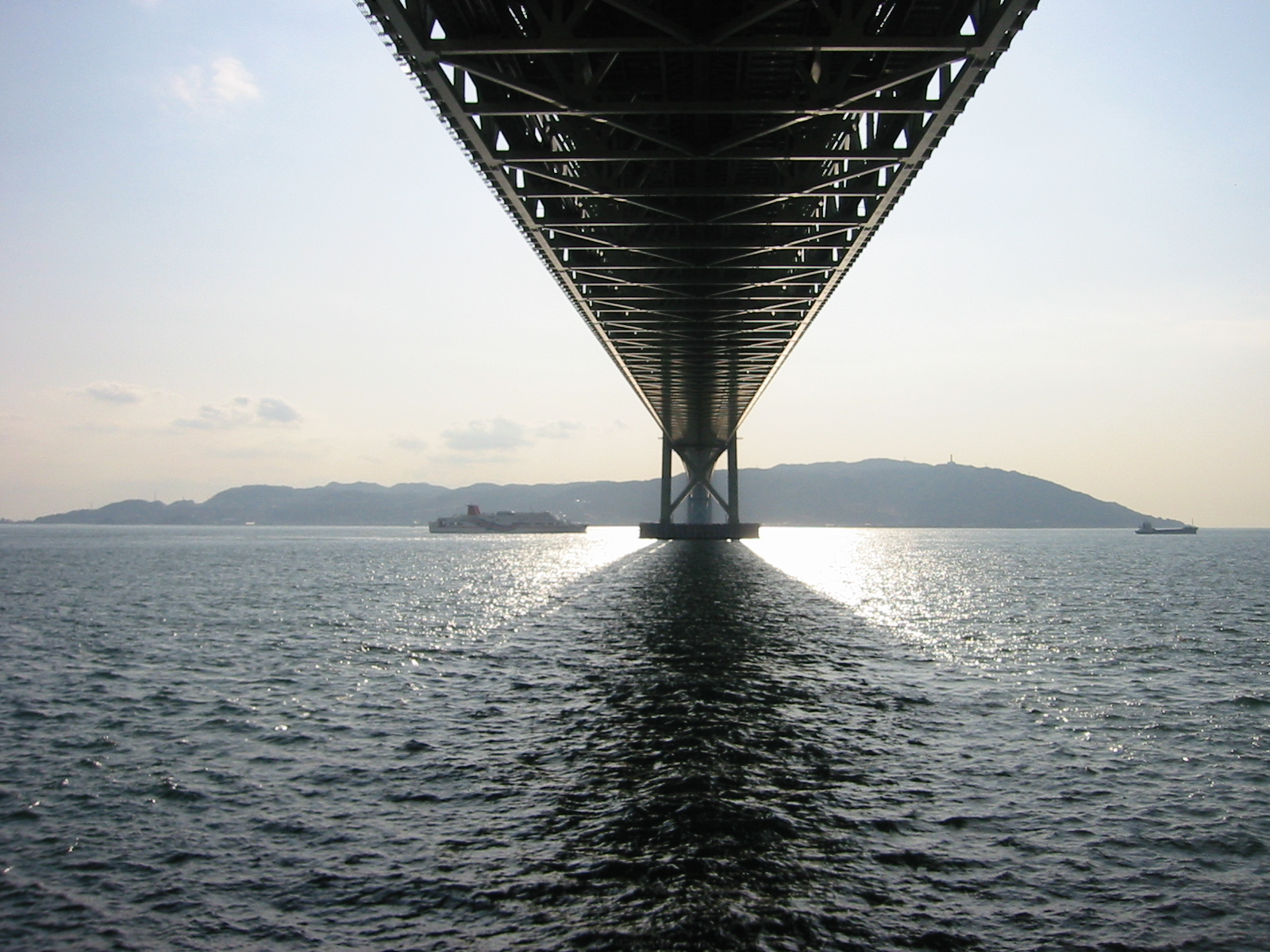
兵庫県にある明石海峡大橋

土木工学（どぼくこうがく、英語: civil engineering）とは、自然災害等の社会課題の解決および環境の創造・維持発展を目的として、社会基盤を整備する工学である。
主な対象として、鉄道、道路、橋梁、トンネル、港湾、空港、海岸、河川、ダム、廃棄物処理、水道（上水道、工業用水道、下水道）、砂防、土木景観などがある。
また、土木工学部分の発電施設、通信施設、環境保全、造成、交通、国土計画なども含まれ、対象は多岐にわたる。
これらを取り巻く人工物は総称して「土木構造物」と呼ばれる。
一般的に土木構造物は、公共事業として建設され、長期間に亘って社会・経済活動を支えている。

## 研究対象と分野
研究分野は以下に示すように、多様な課題に対して更に細分化されている。したがって、その分野を専門とする技術者に分かれて実務を担う。各分野内でもさらに、計画や調査、測量、解析、設計、施工、維持管理、積算、防災、環境などの各テーマごとに従事する者に分かれる。

### 地盤系
- 土質力学（土構造物、斜面崩壊）
- 基礎工学
- 振動工学（土動力学、地震工学）
- 地質学 岩盤工学（岩盤、トンネル）
- 土壌汚染学、地下水汚染

### 構造・材料系
- 構造力学（構造設計） - 建設工学
- 材料工学
- 橋梁工学
- 舗装工学

### 水工系
- 水理学
- 河川工学（河川）・水資源工学（ダム）
- 海岸工学（防波堤、防潮堤）

### 測量系
- 測量学
- リモートセンシング（GIS、GPS）

### 計画系
- 土木計画学・国土計画学

### 交通系
道路や鉄道、空港など人や物が移動に関する構造物の設計や計画方法についての学問である。

### 衛生系
- 上水道（供給システム）
- 下水道（中水道、工業用水道）

## 他分野との関わり

### 抱合した他分野
土木工学から見て抱合した学術分野には以下のようなものがある。
その学際性を尊重しつつ、諸学諸説の完全説明学となっていないのも事実である。
- 防災工学

防災に関する幅広い工学分野を有するが、学術的に土木工学が抱合される。
- 金属工学
- 応用力学
- 空港工学
- 応用物理学
- 環境工学

この分野も幅広い工学分野を有するが、土木工学も一部抱合される。
- 港湾工学
- 砂防学
- 地盤工学
- 環境都市工学
- 海洋工学
- 通信工学
- 津波工学
- 火災安全工学
- 電力工学

### 派生した他分野
土木工学とともに派生した学術分野には以下のようなものがある。
- 機械工学

工部大学校の当初から、同一の学科としてコース制で教育している。
- 衛生工学

### 近接した他分野
- 資源工学
- 地球工学
- 地球情報学
- 水文学 気象学
- エネルギー工学
- 発電工学

### 隣接した分野
- 都市地理学
- 市民工学
- 社会工学

- 管理工学 経営工学 数理工学　工業地理学
- 経済学 経済工学（主に都市経済学）- 交通量推計の方法でもある非集計モデルの推定では、ノーベル経済学賞を受賞したダニエル・マクファデンも研究に携わっている。

### 類似した他分野
- 都市工学 都市交通工学 都市計画学
- 建築学 - 高等教育機関では同一学科としている場合もあり、基礎部分には共通点が多い。
- 農業工学（農業土木学）
- 森林利用学
- 水産工学

## 土木工学の教育

### 中等教育
土木工学は中等教育では工業高校の土木科が担っている。土木工学の基礎課程では、測量学と、水理学、土質力学、構造力学の「３力学」および土木施工（土工・コンクリート工・基礎工・舗装工）、都市計画他を習う。

### 高等教育
大学では工学部や理工学部で、大半は旧来の土木工学科から名称変更し、カタカナ用語や二字熟語を組み合わせた名称の学科が高等教育を担っている。
高専では、環境都市工学科という名称の学科が担っている。短期大学や専修学校（専門学校）では土木工学科や建設学科、社会環境工学科という名称の学科が担っている。
また大学院では工学研究科や理工学研究科などに土木工学専攻（学科と同じように名称が異なる場合が多い）を設置している。
上記土木工学の基礎課程に加え、各々の専門領域に応じてさらに専門科目を習う場合が多い。

## 資格
分野が多岐にわたるため、関連資格も多い。そのため、技術士試験においても土木技術分野にあたる技術士 (建設部門)で選択科目が多い。また、技術士 (衛生工学部門)と技術士 (上下水道部門)といった建設部門から独立した部門も設置されている。

## 土木の語源

### 日本語
名前の由来は中国の前漢時代の古典「淮南子（えなんじ）」にでてくる築土構木という言葉から来ているといわれているが、実際のところははっきりしない。
古代では漢詩や漢文等で使用された「土木」であったが、明治新政府で官職として初めてその名称が使われるようになる。1869年（明治2年）5月に民部官のもとに「土木司」が置かれ、事務分掌は「道路橋梁堤防等営作ノ事ヲ専管スルヲ掌ル」とされた。一方で公共建築物は「営繕司」が担当することになり、ここで土木と建築の事務は分離されたのである。1877年（明治10年）に土木局が置かれ、これは現在における国土交通省の源流にもあたる。すなわち、明治以降の政治体制から日本語の「土木」として用語が定着したのである。
2019年（令和元年）9月に刊行された大辞林第四版では、「あらゆる産業・経済・社会等人間生活の基盤となるインフラを造り、維持・整備してゆく活動」とされた。建設工事の総称に留まらず、社会資本整備そのものを意味する言葉であることを表している。

### 英語
日本で取り扱っている建築の技術部門や環境に関する部門も外国では土木として扱われることがあり、日本の土木工学／建築学とは対象分野の境界が少し異なっている。外国では橋などの土木構造物のデザインもarchitectureが担うことがある。
これに対し、日本では構造物の種類や目的によって土木工学／建築学が分かれているため、建築家も構造計算を行い、生活環境に関する研究を建築学者も行う一方、構造を扱う土木技術者もデザインを学習し行うこともある。
今日の英語圏においてはフレーズ civil engineering が日本語圏における土木工学にほぼ相当するが、由来（歴史）的には単純にそのように対応しているわけではない。「engineer」という語は、今日では軍民の区別に関係なくニュートラルに使われているが、古くは「工兵」の意があり、その派生語として軍と関係ないが同様の土木工学を指す句として、1771年にイギリスの機械技術者ジョン・スミートンが、軍事以外の部門を意味する civil を付けたのが由来とされる。

なお現代ではそのような由来にもとづく意識はほぼ残っておらず、"mechanical engineering"（機械工学）や "electrical engineering"（電気工学）といった句と同様に使われており「非軍事の」という特段の意味はない。非軍事の技術的問題のすべてが対象となる分野とされていて、軍事で建設される公共施設に土木技術は適用されるので軍事or非軍事と言う区分、つまり厳密には民間技術ということでCivil engineeringである、とはいわない。
こうした区分は『古市公威とその時代』（土木学会土木図書館委員会, 土木学会土木史研究委員会編）にも指摘あるとおり、フランスの場合でグランド・ゼコール「エコール・デ・ポリテクニーク」を出て、さらに土木最高の学校「ポン・ゼ・ショッセー」を出た技術者が過去官庁や軍工兵部隊へ奉職し、「エコール・デ・サントラル」出身者がおもに民間企業へという流れから来ていることがあげられ、明治時代には諸芸学と称されていた。

## 用語
- ソイルネイリング（英語版） ‐ 地盤に釘を打ち込み補強する工法。
- ジオシンセティックス（英語版） - 土木用途の高分子材料を使ったものの総称。
  - ジオテキスタイル（英語版） ‐ 高分子で作られた布状の物。
  - ジオフォーム（英語版） ‐ 発泡スチロールやポリスチレンなどを用いたブロック。軽量盛土などで使う。
  - ジオメンブレン（英語版） ‐ 膜状のシート。廃棄物場・貯水地などで地面を覆う遮水シートなどに用いられる。
  - ジオコンポジット（英語版） ‐ 二つ以上のジオシンセティックス製品から作られた製品。遮水シートと透過（濾過）するシートの組み合わせなど。
  - ジオセル（英語版） ‐ 土砂を入れるボックスを備えたプラスチック製容器。川などの水流による侵食・土砂崩れ対策などに用いられる。